# Symphyotrichum eulae
Symphyotrichum eulae là một loài thực vật có hoa trong họ Cúc. Loài này được (Shinners) G.L.Nesom miêu tả khoa học đầu tiên.